# Rachael Stirling
Rachael Atlanta Stirling (Londres, 30 de mayo de 1977) es una actriz británica de teatro, cine y televisión. Ha sido nominada dos veces para el Premio Laurence Olivier por su trabajo en el escenario. Interpretó a Nancy Astley en el drama de la BBC Tipping the Velvet, y Millie en la serie de ITV The Bletchley Circle. También ha sido estrella invitada en episodios de numerosas series, como Lewis y Doctor Who.

## Trayectoria
Stirling es hija de la actriz Diana Rigg (1938-2020) y del productor de teatro Archibald Stirling. Sus padres se casaron en 1982 y se divorciaron en 1990. Por su padre tiene una larga línea de ascendencia en la parroquia escocesa de Lecropt, cerca de la ciudad de apellido, Stirling. Stirling asistió a la escuela Wycombe Abbey. Se graduó en historia del arte por la Universidad de Edimburgo, donde actuó con la Edinburgh University Theatre Company.
Stirling hizo su primera aparición importante en el escenario en 1996 como Desdemona en el renacimiento del Teatro Juvenil Nacional de Othello en el Arts Theatre, al lado de Chiwetel Ejiofor, en el papel principal. Un año más tarde, nuevamente en el Arts Theatre con el NYT, interpretó a Olive en la versión femenina de The Odd Couple; mientras que en 1998, interpretando a Kate en Dancing at Lughnasa para NYT at the Arts. Luego apareció en diversos papeles en obras como Dusty Hughes en Helpless (Donmar Warehouse, 2000); Una mujer sin importancia (Theatre Royal Haymarket, 2003); Anna en los trópicos (Hampstead Theatre, 2004); y Tamburlaine (Bristol Old Vic y Barbican, 2005), y siguió los pasos de su madre como hija de Lionheart en la versión teatral de Teatro Nacional de Teatro de Sangre (2005). En 2006, para Peter Hall Company en Theatre Royal, Bath, interpretó a Helena en el resurgimiento de Peter Gill en Look Back in Anger, mientras que en 2007 en Wilton's Music Hall en Londres, interpretó a Yelena en la versión de David Mamet de Tío Vania. y como Katharina en The Taming of the Shrew. 
Stirling protagonizó The Priory, dirigida por Jeremy Herrin, en el Royal Court Theatre en 2009. Su papel como Rebecca le valió una nominación al Premio Laurence Olivier a la Mejor Actuación en un Papel Secundario. En 2010 apareció como Helena en la producción de Peter Hall del Sueño de una noche de verano en el Rose Theatre, Kingston. Stirling interpretó a Lady Chiltern en una producción de 2010 de An Ideal Husband en el Vaudeville Theatre, por la que recibió su segunda nominación para un Premio Laurence Olivier. De febrero a abril de 2012, apareció como Sylvia junto a Mark Gatiss, Tobias Menzies y Nancy Carroll en The Recruiting Officer, la aclamada producción en Donmar Warehouse dirigida por la recién nombrada directora artística Josie Rourke.

## Cine
La primera aparición en pantalla de Stirling fue en la comedia británica de 1998, Still Crazy. Otras apariciones en la película incluyen Maybe Baby, Redemption Road (2001), Complicity (coprotagonista con Keeley Hawes de Tipping the Velvet), Another Life (con la actriz de Vanity Fair Natasha Little), The Triumph of Love (con Mira Sorvino), como Mary Jones en Salmon Fishing in the Yemen y como Anna en Snow White and the Huntsman.

## Televisión
El debut de Stirling en la televisión fue en la miniserie de 2000 de NBC In the Beginning, que fue adaptada de Genesis. Stirling interpretó a la joven Rebeccah, con su madre, Diana Rigg, como la mayor Rebeccah. Su siguiente papel notable fue Nan Astley en la serie dramática de la BBC de 2002, Tipping the Velvet. En 2011, Stirling protagonizó la adaptación de BBC Four de D.H. Lawrence's Women in Love como Ursula Brangwen. Ella interpretó a Millie en las series de misterioso de ITV, The Bletchley Circle, en 2012 y 2014. 
Stirling apareció en un episodio de Doctor Who 2013 titulado "The Crimson Horror" junto a su madre. El episodio fue escrito especialmente para Stirling y su madre por Mark Gatiss (marcando la primera aparición de las dos actrices juntas profesionalmente) y se emitió el 4 de mayo de 2013 como parte de la Serie 7. 
En 2014, Stirling interpretó a Kate Wilkinson en la serie de televisión de suspense y espionaje de la Guerra Fría The Game, y apareció en la comedia de la BBC Four Detectorists como Becky, inicialmente novia y luego esposa de Andy (interpretada por Mackenzie Crook), también protagonizada junto a su madre, Diana Rigg, quien interpretó a la madre de Becky. Stirling apareció como invitado en el programa de cocina BBC1 Saturday Kitchen Live que se emitió el 1 de marzo de 2014. En 2015, Stirling hizo el papel de Arabella Yount, la despilfarradora esposa de un banquero, en la serie de tres partes de BBC Capital basada en la novela de John Lanchester del mismo nombre. En diciembre de 2016, Stirling apareció en University Challenge en Navidad como parte de un equipo formado por destacados alumnos de la Universidad de Edimburgo.

## Vida personal
Stirling habla ruso y es experimentada en montar a caballo y salto. Hasta 2012, estuvo comprometida con el actor Oliver Chris, con quien había estado saliendo desde 2007. Stirling se casó con el músico Guy Garvey el 3 de junio de 2016. Su primer y único hijo, Jack, nació en abril de 2017.

## Filmografía
| Año       | Film                                | Papel                 | Notas                                                |
| --------- | ----------------------------------- | --------------------- | ---------------------------------------------------- |
| 1998      | Still Crazy                         | Clare Knowles         |                                                      |
| 2000      | Maybe Baby                          | Joanna                |                                                      |
| 2000      | Complicity                          | Claire                |                                                      |
| 2000      | In the Beginning                    | Young Rebeccah        | TV film                                              |
| 2001      | Redemption Road                     | Becky                 |                                                      |
| 2001      | Another Life                        | Avis Graydon          |                                                      |
| 2001      | The Triumph of Love                 | Corine                |                                                      |
| 2001      | Othello                             | Lulu                  | TV film                                              |
| 2002      | Tipping the Velvet                  | Nan Astley            | TV series (3 episodes) Dallas OUT TAKES—Best Actress |
| 2002      | Bait                                | Stephanie Raeburn     | TV film                                              |
| 2003      | Agatha Christie's Poirot            | Caroline Crale        | TV series (Episode: "Five Little Pigs")              |
| 2004      | Freeze Frame                        | Katie Carter          |                                                      |
| 2004      | Agatha Christie's Marple            | Griselda Clement      | TV series (Episode: "The Murder at the Vicarage")    |
| 2004      | The Final Quest                     | Young Annabelle       | TV film                                              |
| 2005      | Riot at the Rite                    | Marie Rambert         | TV film                                              |
| 2006      | Beyond                              | Guilean Hade          | TV film                                              |
| 2006      | The Truth                           | Martha                |                                                      |
| 2006      | Hotel Babylon                       | Nina Bailey           | TV series (Episode: "Episode No. 1.1")               |
| 2006      | The Haunted Airman                  | Julia Jugg            | TV film                                              |
| 2007      | Dangerous Parking                   | Kirstin               |                                                      |
| 2008      | Lewis                               | Zöe Kenneth           | TV series (Episode: "Life Born of Fire")             |
| 2009      | The Young Victoria                  | Duchess of Sutherland |                                                      |
| 2009      | Minder                              | Eve Cornell           | TV series (Episode: "Thank Your Lucky Stars")        |
| 2009      | Boy Meets Girl                      | Veronica Burton       | TV series (4 episodes)                               |
| 2010      | Centurion                           | Druzilla              |                                                      |
| 2011      | Women in Love                       | Ursula Brangwen       | TV series                                            |
| 2012      | Salmon Fishing in the Yemen         | Mary Jones            | Film                                                 |
| 2012      | Snow White & the Huntsman           | Anna                  | Film                                                 |
| 2012      | The Bletchley Circle                | Millie                | TV series                                            |
| 2013      | Doctor Who                          | Ada Gillyflower       | Series 7 (Episode: "The Crimson Horror")             |
| 2013      | Sixteen                             | Laura                 | Film                                                 |
| 2014      | The Game                            | Kate Wilkinson        | TV series                                            |
| 2014–2017 | Detectorists                        | Becky                 | TV series                                            |
| 2015      | Scottish Mussel                     | Ms Pringle            | Film                                                 |
| 2015      | Capital                             | Arabella Yount        | TV series                                            |
| 2016      | Their Finest                        |                       |                                                      |
| 2016      | Churchill's Secret                  | Sarah Churchill       | TV film                                              |
| 2018      | The Bletchley Circle: San Francisco | Millie                | TV series spinoff of The Bletchley Circle            |